# 어둠의 후예
어둠의 후예(일본어: 闇の末裔, Descendants of Darkness)는 마쓰시타 요코가 쓰고 그린 일본 만화 시리즈이다. 이야기는 사신을 중심으로 전개된다. 이 죽음의 수호자들은 죽음의 왕인 염라대왕을 위해 일하며 지하 세계에 예상되는 도착과 예상치 못한 도착이 발생한다.
J.C.STAFF가 각색한 일본의 애니메이션 TV 시리즈는 2000년 10월부터 12월까지 WOWOW에서 방영되었다.

## 미디어

### 만화
이 만화는 1996년 14호부터 하쿠센샤의 반월간 순정 만화 잡지 '하나토유메'에 연재되었으며, 2003년 2호에서 작가가 휴재를 결정했다. 2010년 1월 19일에 발행된 제12권은 원래 잡지에 연재된 장과 개정판이 다르다. 이 시리즈는 2011년 9월호부터 하나토유메 매거진에서 연재를 재개했다. 영어판은 원래 2004년 9월 14일에 첫 번째 볼륨을 출시하고 2006년 5월 2일에 11권을 출시한 비즈 미디어에서 출판되었다. 10권부터 영어 버전은 장 열거를 조정하여 일본어 버전과 영어 버전이 서로 다르다.

### 애니메이션
2000년 10월 10일부터 2001년 6월 24일까지 WOWOW에서 방영된 만화의 애니메이션 각색. 애니메이션은 토키타 히로코가 감독하고 J.C. 스태프가 애니메이션을 맡았다. 시리즈는 4개의 스토리 아크로 나누어졌다. 센트럴 파크 미디어는 이 시리즈의 라이센스를 취득하고 2003년에 DVD로 출시했다. 이 시리즈는 2004년에 AZN 텔레비전에서 처음 방영되었다. 2008년에 이 시리즈는 다른 CPM 타이틀과 함께 Sci-Fi 채널의 안티먼데이(Ani-Monday) 블록에서 방영되었다. 캐나다에서는 애니메이션 시리즈가 2008년 12월 8일부터 슈퍼 채널 2에서 방영되었다. 이후 디스코텍 미디어가 해당 애니메이션의 라이선스를 취득했으며 2015년에 시리즈를 다시 출시할 예정이다. 오프닝 테마는 To Destination의 "Eden"이고, 클로징 테마는 The Hong Kong Knife의 "Love Me"이다.